# 甲賀警察署
甲賀警察署（こうかけいさつしょ）は、滋賀県警察が管轄する警察署の一つである。

## 所在地
- 滋賀県甲賀市水口町水口6026番地

## 管轄区域
- 甲賀市
- 湖南市

## 沿革
- 1954年（昭和29年）7月1日：警察法改正により町村警察廃止、滋賀県警察が発足。滋賀県水口警察署となる[1]。
- 2004年（平成16年）10月1日：市町村合併により甲賀市が発足したことに併せ、名称を滋賀県甲賀警察署へ改める。
- 2017年（平成29年）11月27日：老朽化の為、現在地に移転。

## 交番
（ ）の中は所在地

### 甲賀市
- 信楽交番（甲賀市信楽町長野1202番地11）
- 水口石橋交番（甲賀市水口町八光1番1号）
- 貴生川交番（甲賀市水口町虫生野中央101番地）

### 湖南市
- 甲西駅前交番（湖南市平松北1丁目53番地）
- 石部交番（湖南市石部東1丁目2番9号）
- 下田交番（湖南市梅影町1番地94）

## 駐在所
（ ）の中は所在地

### 甲賀市
- 伴谷駐在所（甲賀市水口町伴中山2694番地3）
- 柏木駐在所（甲賀市水口町北脇1211番地2）
- 寺庄駐在所（甲賀市甲南町寺庄407番地2）
- 深川駐在所（甲賀市甲南町深川1761番地2）
- 杉谷駐在所（甲賀市甲賀町杉谷137番地8）
- 大原駐在所（甲賀市甲賀町鳥居野1202番地1）
- 油日駐在所（甲賀市甲賀町上野1129番地）
- 佐山駐在所（甲賀市甲賀町神保1717番地3）
- 土山駐在所（甲賀市土山町北土山1491番地1）
- 大野駐在所（甲賀市土山町大野2154番地）
- 朝宮駐在所（甲賀市信楽町上朝宮697番地4）
- 多羅尾駐在所（甲賀市信楽町多羅尾1915番地1）

### 湖南市
- 菩提寺駐在所（湖南市菩提寺4丁目1番19号）

## 検問所
（ ）の中は所在地
- 土山検問所（甲賀市土山町北土山）